# Gripple
En Gripple är en skarvningsanordning avsedd för elstängsel gjorda av metalltråd, till exempel vajer, järntråd eller High tensile.
Gripplen fungerar genom att metalltrådarna som ska skarvas förs in genom verktyget, och använder sedan ett speciellt verktyg att spänna tråden. 